# Крествуд-Вілледж (Нью-Джерсі)
Крествуд-Вілледж (англ. Crestwood Village) — переписна місцевість (CDP) в США, в окрузі Оушен штату Нью-Джерсі. Населення — 8426 осіб (2020).

## Географія
Крествуд-Вілледж розташований за координатами 39°57′20″ пн. ш. 74°21′12″ зх. д. / 39.95556° пн. ш. 74.35333° зх. д. (39.955606, -74.353230).  За даними Бюро перепису населення США в 2010 році переписна місцевість мала площу 11,29 км², з яких 11,13 км² — суходіл та 0,16 км² — водойми.

## Демографія
Згідно з переписом 2010 року, у переписній місцевості мешкало 7907 осіб у 5615 домогосподарствах у складі 1958 родин. Густота населення становила 700 осіб/км².  Було 6702 помешкання (594/км²).
Расовий склад населення:
| - 96,9 % — білих - 1,5 % — чорних або афроамериканців - 0,6 % — азіатів - 0,1 % — корінних американців |

До двох чи більше рас належало 0,6 %. Частка іспаномовних становила 2,1 % від усіх жителів.
За віковим діапазоном населення розподілялося таким чином: 0,3 % — особи молодші 18 років, 22,3 % — особи у віці 18—64 років, 77,4 % — особи у віці 65 років та старші. Медіана віку мешканця становила 74,4 року. На 100 осіб жіночої статі у переписній місцевості припадало 59,5 чоловіків;  на 100 жінок у віці від 18 років та старших — 59,4 чоловіків також старших 18 років.
Середній дохід на одне домашнє господарство  становив 36 343 долари США (медіана — 29 649), а середній дохід на одну сім'ю — 51 167 доларів (медіана — 43 933). Медіана доходів становила 38 608 доларів для чоловіків та 27 304 долари для жінок. 
Цивільне працевлаштоване населення становило 1367 осіб. Основні галузі зайнятості: освіта, охорона здоров'я та соціальна допомога — 38,0 %, фінанси, страхування та нерухомість — 14,1 %, роздрібна торгівля — 11,0 %.